# جان ویلارد ماریوت
جان ویلارد مرییات (به انگلیسی: John Willard Marriott) (زاده ۱۷ سپتامبر ۱۹۰۰ - درگذشته ۱۳ اوت ۱۹۸۵) کارآفرین، بازرگان و مدیر ارشد اجرایی آمریکایی بریتانیایی‌تبار بود، که در سال ۱۹۲۷ شرکت مرییات را تأسیس نمود. این شرکت در حال حاضر یکی از بزرگترین شرکت‌های مهمان‌نوازی، رستوران‌های زنجیره‌ای و هتل‌داری جهان می‌باشد.